# إلمينيت

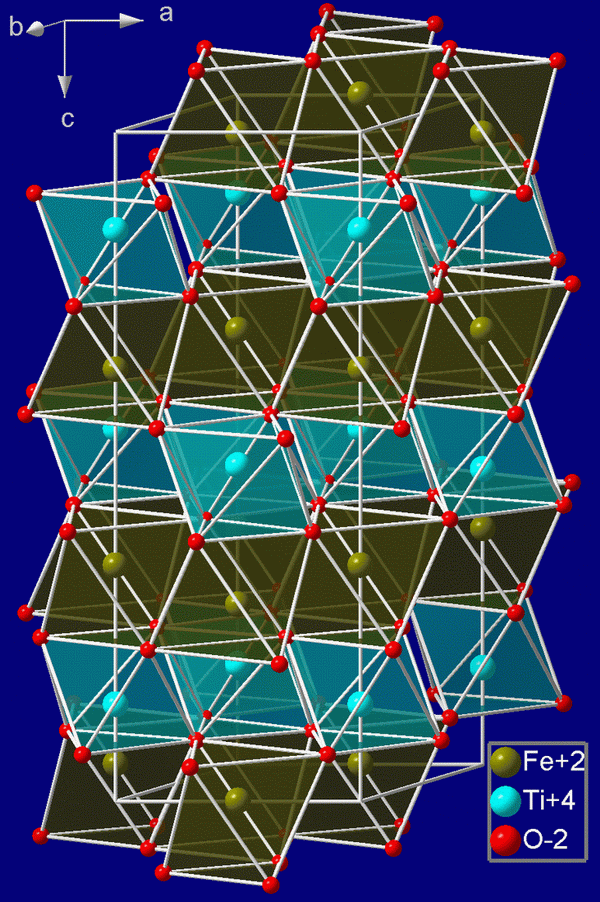
البنية البلورية للإلمينيت

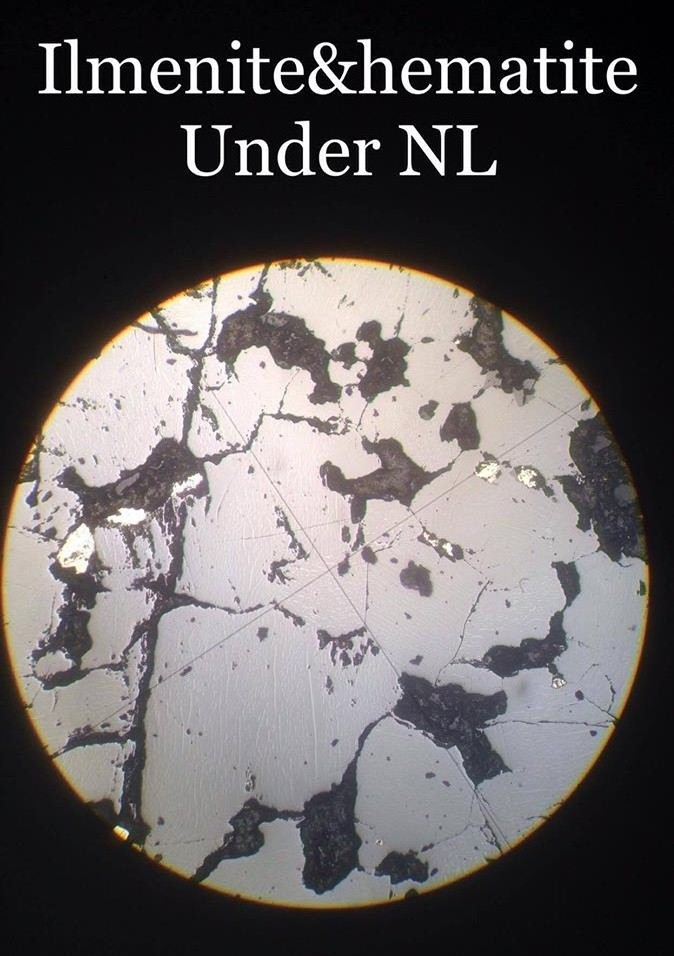
صورة مجهرية للإلمينيت

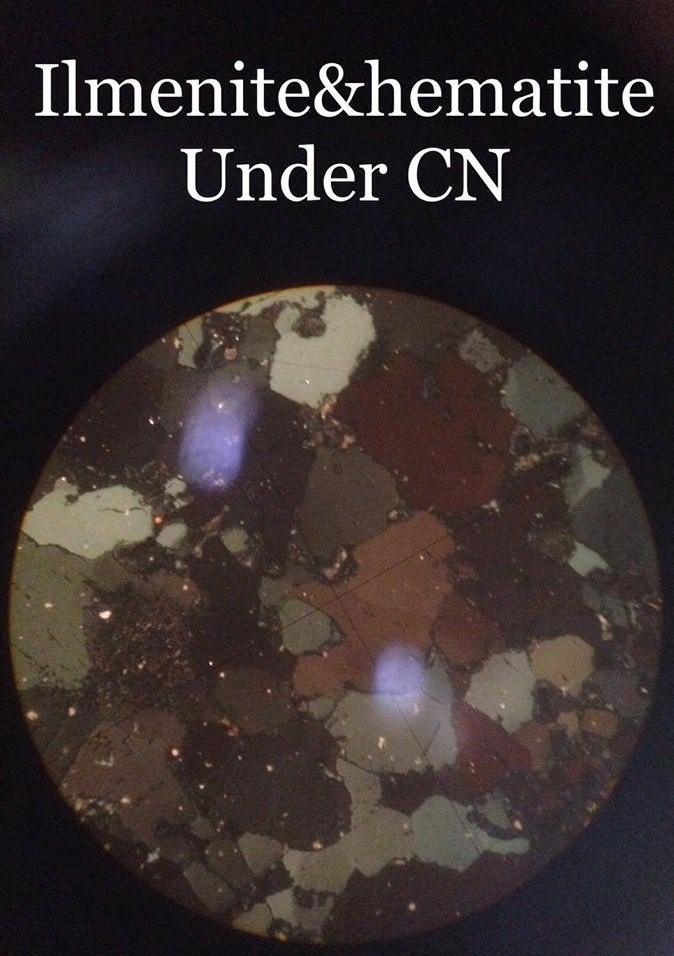
صورة للإلمينيت تحت المجهر المستقطب

الإلمينيت معدن أكسيدي ضعيف المغناطيسية تركيبه الكيميائي FeTiO3، لونه أسود أو رمادي، كثافته 4.7-4.79 جم/سم3، يستخدم كخامة للتيتانيوم. أكبر منتجينه أستراليا والصين.